# Cor Hoekstra
Cornelis (Cor) Hoekstra (Franeker, 16 april 1931 – Oranjewoud, 29 februari 1996), beter bekend onder zijn pseudoniem CORK, was een Nederlands cartoonist.

## Biografie
De autodidact Hoekstra begon zijn tekencarrière tijdens zijn militaire dienstplicht voor het personeelsblad van de vliegbasis Leeuwarden. Nadat hij in 1953 was afgezwaaid, werd hij onderwijzer aan de Albertine Agnesschool te Oranjewoud en begon in zijn vrije tijd cartoons te tekenen en op te sturen naar diverse bladen. De eerste publicatie was in de Friese Koerier, maar na verloop van tijd begonnen ook bladen als De Strikel, Haagse Post, Revue, Panorama, Legerkoerier, Tussen de rails, Goed Wonen en Volksonderwijs zijn cartoons te plaatsen.
In 1961 zegde hij zijn onderwijzersbaan op. Na een kort intermezzo in het cabaret, samen met Rients Gratama, wijdde hij zich geheel aan het tekenaarschap. Onder het pseudoniem  CORK - bij toeval  ontstaan, omdat zijn signatuur COR H werd aangezien voor CORK - werd zijn tekstloze werk al snel wereldwijd populair, niet alleen in West-Europa en de Verenigde Staten, maar ook in het toenmalige Oostblok, het Midden-Oosten en Japan. Onder de buitenlandse bladen die zijn cartoons opnamen waren de Frankfurter Allgemeine Zeitung, The New York Times en de Chicago Tribune. In 1990 werden ze in 35 landen gepubliceerd.
In de Verenigde Staten, waar ook veel tijdschriften zijn werk uitbrachten, ontving hij in 1971 de Award for Magazine Art.

## Thematiek
Zijn voornaamste thema was het in kaart brengen van menselijke hebbelijkheden en maatschappelijke misstanden, zoals milieuvervuiling, technocratie, mismanagement, sportverdwazing en televisieverslaving. Uit zijn periode in het leger stamde wellicht zijn argwaan tegen uniformen en autoriteit, ook een onderwerp dat veel bij hem aan bod kwam. De actuele politiek bleef bij hem relatief onderbelicht; naar eigen zeggen omdat hij enigszins secundair reageerde.
Het archief van Cor Hoekstra werd na zijn dood in 1997 overgedragen aan Tresoar.

## Selectieve bibliografie[3]
- aRoma (1964)
- Handboek Soldaat (1968)
- De wereld volgens CORK (1982)

- Biografisch Portaal: 05654404
- Digitale Bibliotheek voor de Nederlandse Letteren: hoek097
- Gemeinsame Normdatei: 112632580
- International Standard Name Identifier: 0000 0003 9485 0358
- Nederlandse Thesaurus van Auteursnamen: 141134542
- RKD-Nederlands Instituut voor Kunstgeschiedenis: 38779
- Union List of Artist Names: 500662868
- Virtual International Authority File: 289415118
- WorldCat: E39PBJw4xYVgBHJ7xcvqXyQ8YP